# Morsbach, Moselle
Morsbach är en kommun i departementet Moselle i regionen Grand Est (tidigare regionen Lorraine) i nordöstra Frankrike. Kommunen ligger i kantonen Behren-lès-Forbach som tillhör arrondissementet Forbach. År 2022 hade Morsbach 2 657 invånare.

## Befolkningsutveckling
Antalet invånare i kommunen Morsbach
| Referens: INSEE |